# Tiquilia latior
Tiquilia latior är en strävbladig växtart som först beskrevs av Ivan Murray Johnston, och fick sitt nu gällande namn av A. Richardson. Tiquilia latior ingår i släktet Tiquilia och familjen strävbladiga växter. Inga underarter finns listade i Catalogue of Life.

## Bildgalleri

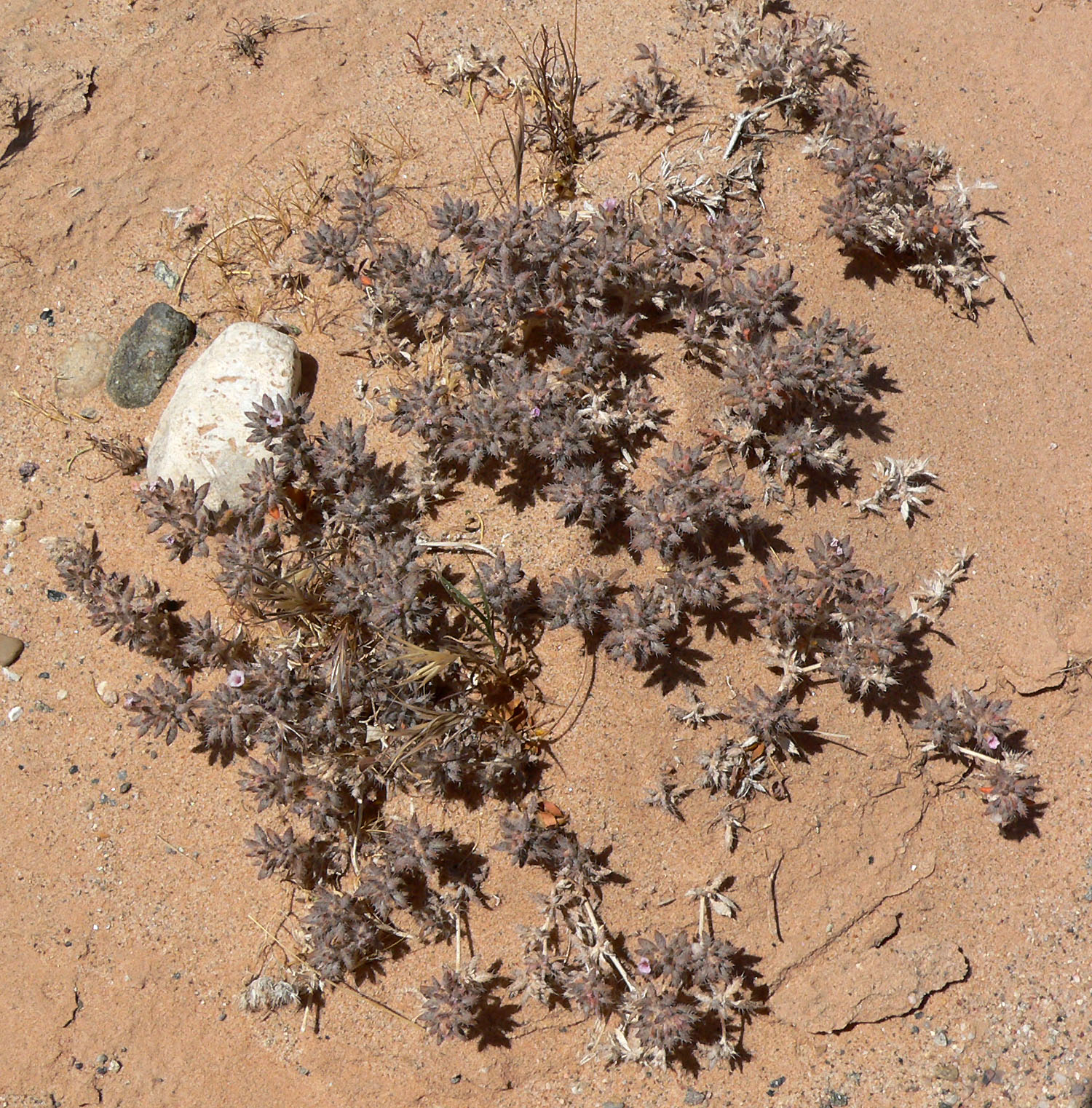
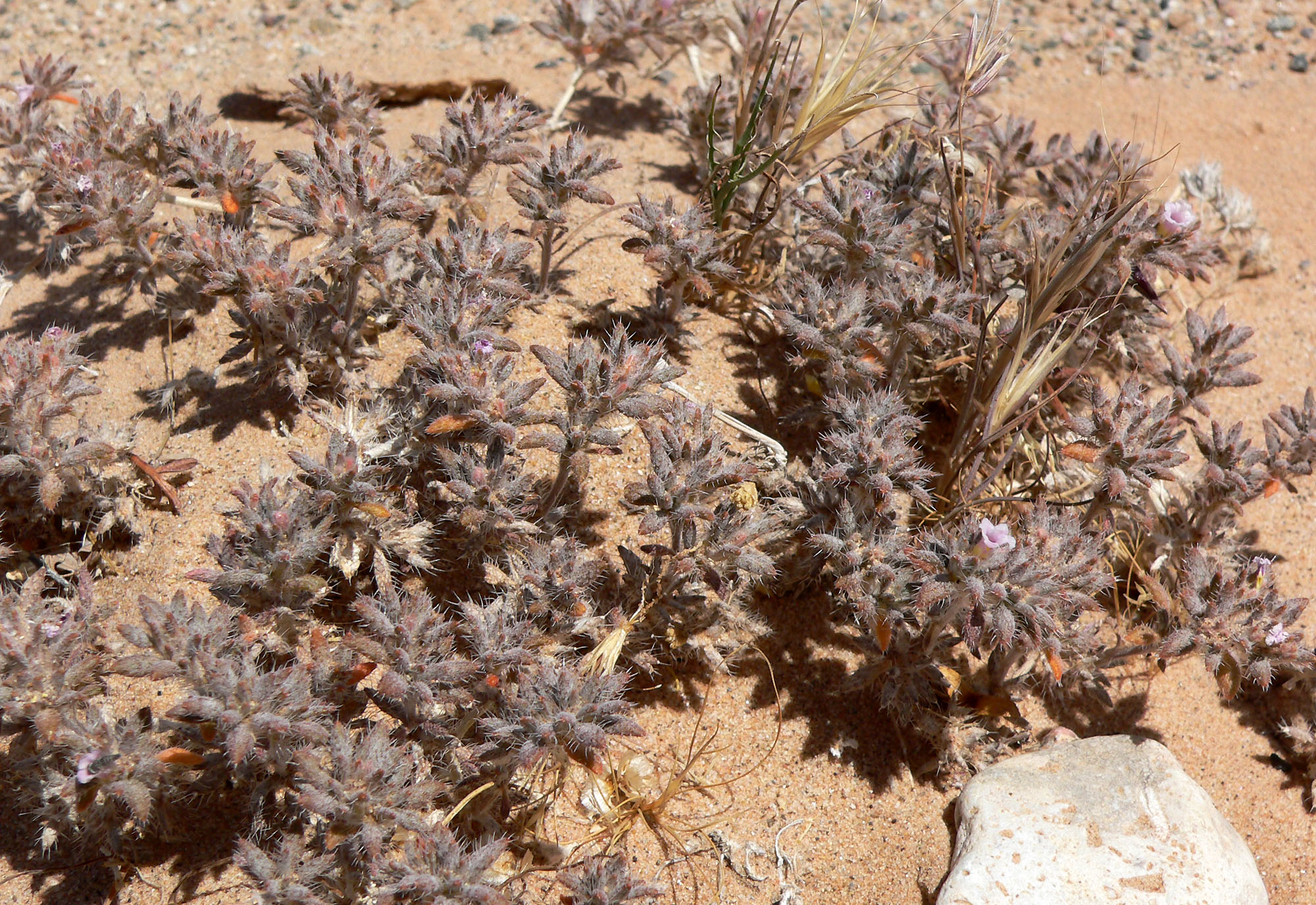
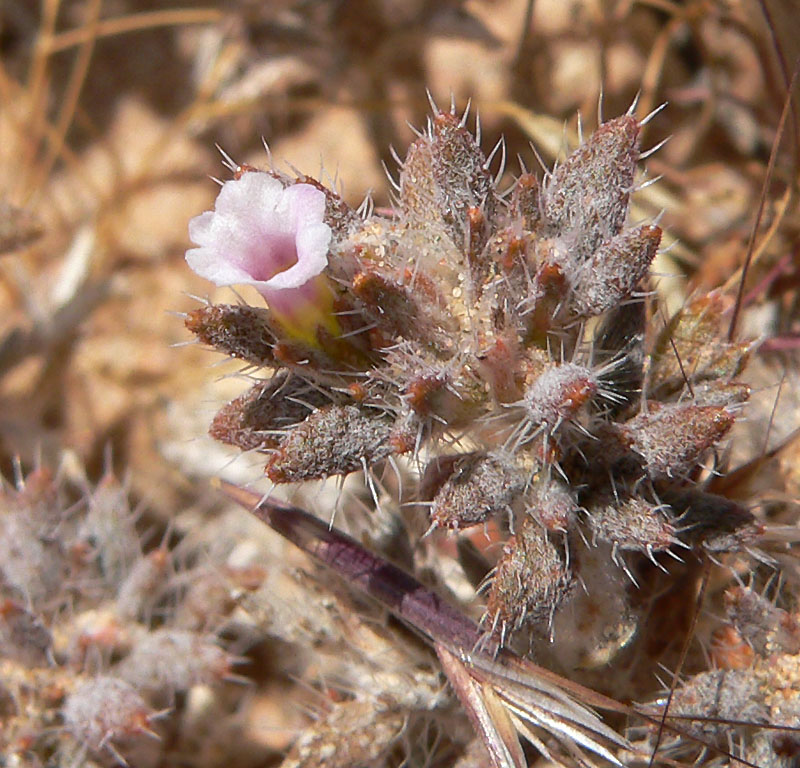
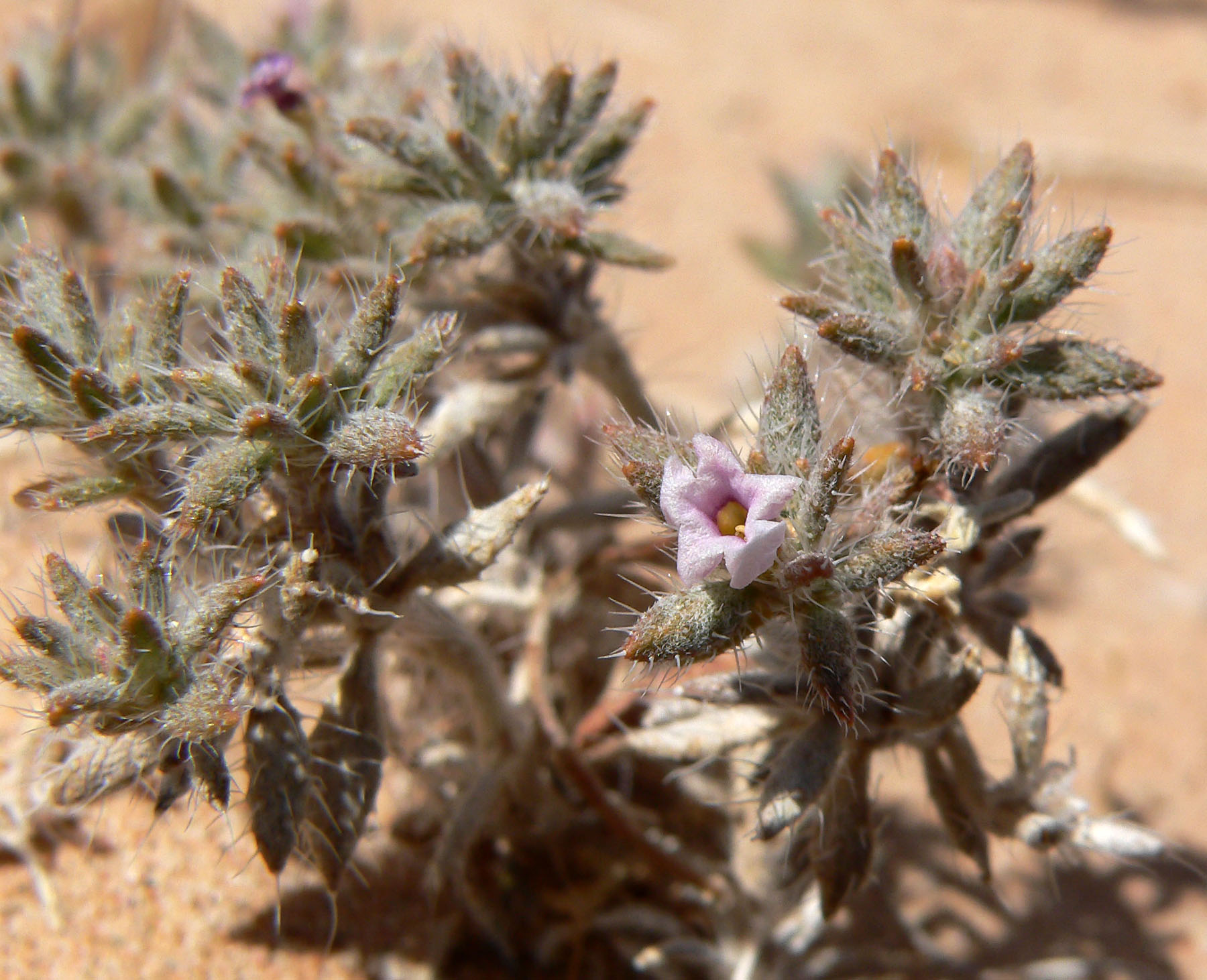